# Pablo Barrera
Pablo Edson Barrera Acosta (Tlalnepantla, 21 juni 1987) is een Mexicaans voetballer die doorgaans als middenvelder speelt. Hij verruilde CF Monterrey in juli 2016 voor Pumas UNAM. Barrera speelde tussen 2007 en 2013 57 interlands in het Mexicaans voetbalelftal .

## Clubcarrière
Barrera debuteerde in de Mexicaanse competitie op 19 november 2005 in het shirt van Pumas UNAM in een wedstrijd tegen UANL Tigres. Nadien speelde hij bij West Ham United in de Premier League, Real Zaragoza in de Spaanse Primera División en bij Cruz Azul, wederom in de [[Mexicaanse Primera División]]. Voor de Clausura 2015 tekende hij een contract bij CF Monterrey; in die Clausura speelde hij zeventien wedstrijden, waarin Barrera tweemaal trefzeker was.

## Clubstatistieken
| Seizoen | Club            | Competitie       | Duels | Goals |
| ------- | --------------- | ---------------- | ----- | ----- |
| 2005/06 | Pumas UNAM      | Primera División | 1     | 0     |
| 2006/07 | Pumas UNAM      | Primera División | 5     | 0     |
| 2007/08 | Pumas UNAM      | Primera División | 24    | 4     |
| 2008/09 | Pumas UNAM      | Primera División | 21    | 3     |
| 2009/10 | Pumas UNAM      | Primera División | 28    | 11    |
| 2010/11 | West Ham United | Premier League   | 14    | 0     |
| 2011/12 | West Ham United | Premier League   | 1     | 0     |
| 2011/12 | Real Zaragoza   | Primera División | 20    | 1     |
| 2012/13 | Cruz Azul       | Primera División | 23    | 2     |
| 2013/14 | Cruz Azul       | Primera División | 14    | 1     |
| 2014/15 | Cruz Azul       | Primera División | 13    | 1     |
| 2014/15 | CF Monterrey    | Primera División | 17    | 2     |
| 2015/16 | CF Monterrey    | Primera División | 21    | 1     |
| 2016/17 | Pumas UNAM      | Primera División | 30    | 8     |
| 2017/18 | Pumas UNAM      | Primera División | 14    | 0     |

## Interlandcarrière
Op 17 oktober maakte Pablo Barrera zijn debuut in het Mexicaans voetbalelftal  in een oefeninterland tegen Guatemala. Hij maakte deel uit van de nationale selectie die deelnam aan de CONCACAF Gold Cup 2009 en het wereldkampioenschap voetbal 2010. In Zuid-Afrika kwam Barrera voor het eerst in actie tijdens de met 0–2 gewonnen tweede groepswedstrijd tegen Frankrijk. Hij viel in de 31ste minuut in voor Carlos Vela. In de derde wedstrijd tegen Uruguay (0–1 verlies) speelde hij de tweede helft ter vervanging van Andrés Guardado. Barrera speelde de tweede helft van de met 3–1 verloren achtste finale tegen Argentinië voor de gewisselde Adolfo Bautista. In het kwalificatietoernooi voor het wereldkampioenschap voetbal 2014 speelde hij vier wedstrijden, evenals twee duels om de FIFA Confederations Cup 2013, maar bondscoach Miguel Herrera besloot hem buiten de definitieve WK-selectie te houden. De groepswedstrijd op het toernooi om de Confederations Cup tegen Japan (1–2 winst) was de laatste interland die Barrera speelde.
Overzicht als international
| Nationaal elftal | Seizoen | Wedstrijden | Goals |
| ---------------- | ------- | ----------- | ----- |
| Mexico           | 2007–08 | 2           | 0     |
| Mexico           | 2008–09 | 6           | 2     |
| Mexico           | 2009–10 | 16          | 1     |
| Mexico           | 2010–11 | 15          | 3     |
| Mexico           | 2011–12 | 11          | 0     |
| Mexico           | 2012–13 | 7           | 0     |
| Totaal           | Totaal  | 57          | 6     |